# Coupe de France de hockey sur glace 2010-2011
Navigation
Coupe de France 2010 Coupe de France 2012
La saison 2010-2011 de la Coupe de France de hockey sur glace. La finale sera jouée au POPB de Paris le 30 janvier 2011. Les deux précédents vainqueurs, les Diables Rouges de Briançon et les Brûleurs de loups de Grenoble, ainsi que l'Avalanche du Mont-Blanc sont interdits de participation par la Fédération française de hockey sur glace. Ces trois clubs  évoluent dans la Ligue Magnus.
Les Dragons de Rouen remportent la coupe, la quatrième du club, en battant en finale les Ducs d'Angers.

## Premier tour
| 2 octobre 2010 18:00  | Comètes de Meudon D2              | 15-0 (3-0; 4-0; 8-0) | D3 Titans de Colmar      | Patinoire municipale, Meudon Affluence :                           |
| 2 octobre 2010 18:15  | Boucaniers de Toulon D2           | 21-0 (4-0; 9-0; 8-0) | D3 Hiboux d'Aubagne      | Patinoire de la Garde, Toulon Affluence : 520                      |
| 2 octobre 2010 18:30  | Lions de Wasquehal D2             | 10-3 (2-2; 3-1; 5-0) | D3 Lions de Compiègne    | Patinoire Olympique, Wasquhal Affluence : 140                      |
| 2 octobre 2010 18:30  | Bouquetins de Val Vanoise D2      | 9-3 (3-0; 2-2; 4-1)  | D3 Remparts de Besançon  | Patinoire Olympique, Méribel Affluence : 150                       |
| 2 octobre 2010 20:30  | Chevaliers du Lac d'Annecy D2     | 3-2 (3-0; 0-2; 0-0)  | D2 Éléphants de Chambéry | Complexe Jean Régis, Annecy Affluence : 400                        |
| 2 octobre 2010 19:30  | Dogs de Cholet D2                 | 9-1 (3-0; 2-1; 4-0)  | D3 Remparts de Tours     | Pôle Sportif Glisséo, Cholet Affluence :                           |
| 2 octobre 2010 18:00  | Corsaires de Nantes D2            | 2-4 (2-1; 0-3; 0-0)  | D2 Renards d'Orléans     | Patinoire du Petit Port, Nantes Affluence : 520                    |
| 2 octobre 2010 20:30  | Jets de Viry-Châtillon D2         | 6-7 (4-4; 2-3; 0-0)  | D2 Castors d'Asnières    | Patinoire des Lacs, Viry-Châtillon Affluence : 210                 |
| 2 octobre 2010 18:45  | Français Volants de Paris D2      | 3-4 (2-3; 0-1; 1-0)  | D2 Peaux-Rouges d'Évry   | POPB, Paris Affluence :                                            |
| 2 octobre 2010 18:35  | Diables Rouges de Valenciennes D3 | 6-9 (3-5; 2-4; 1-0)  | D3 Dock's du Havre       | Patinoire Valigloo, Valenciennes Affluence : 200                   |
| 21 octobre 2010 20:00 | Sangliers Arvernes de Clermont D2 | 3-9 (1-4; 0-4; 2-1)  | D2 Lions de Lyon         | Patinoire de Clermont Communauté, Clermont-Ferrand Affluence : 107 |

## Seizièmes de finale
| 25 octobre 2010 20:00 | Lions de Wasquehal D2         | 7-2 (4-0, 0-0, 3-2)               | D2 Comètes de Meudon           | Patinoire Olympique, Wasquhal Affluence : 140          |
| 26 octobre 2010 21:00 | Boucaniers de Toulon D2       | 4-3 a.p. (0-1; 2-1; 1-1; 1-0)     | D1 Aigles de Nice              | Patinoire de la Garde Affluence :                      |
| 26 octobre 2010 21:00 | Castors d'Asnières D2         | 1-2 (0-0; 0-1; 1-1)               | D1 Bisons de Neuilly-sur-Marne | Les Courtilles, Asnières-sur-Seine Affluence : 198     |
| 26 octobre 2010 20:30 | Ours de Villard-de-Lans LM    | 4-3 (1-2; 2-1; 1-0)               | LM Rapaces de Gap              | Patinoire André Ravix, Villard-de-Lans Affluence : 320 |
| 26 octobre 2010 20:30 | Bouquetins de Val Vanoise D2  | 2-11 (0-2; 0-4; 2-5)              | LM Chamois de Chamonix         | Patinoire Olympique, Courchevel Affluence : 350        |
| 26 octobre 2010 20:30 | Étoile Noire de Strasbourg LM | 10-1 (4-0; 3-1; 3-0)              | D1 Phénix de Reims             | L'Iceberg, Strasbourg Affluence : 985                  |
| 26 octobre 2010 20:30 | Peaux-Rouges d'Évry D2        | 0-12 (0-3; 0-3; 0-6)              | LM Dragons de Rouen            | Patinoire François Le Comte, Évry Affluence : 300      |
| 26 octobre 2010 20:30 | Orques d'Anglet D1            | 6-5 tab (3-2; 1-3; 1-0; 0-0; 1-0) | D1 Vipers de Montpellier       | Patinoire de la Barre, Anglet Affluence :              |
| 26 octobre 2010 20:15 | Dauphins d'Épinal LM          | 7-0 (1-0; 3-0; 3-0)               | D1 Scorpions de Mulhouse       | Patinoire de Poissompré, Épinal Affluence : 250        |
| 26 octobre 2010 20:00 | Renards d'Orléans D2          | 3-7 (0-2; 1-4; 2-1)               | D1 Coqs de Courbevoie          | Patinoire du Baron, Orléans Affluence : 266            |
| 26 octobre 2010 20:00 | Dock's du Havre D3            | 1-27                              | LM Gothiques d'Amiens          | Patinoire municipale, Le Havre Affluence : 538         |
| 26 octobre 2010 20:00 | Dogs de Cholet D2             | 2-5 (1-1; 0-1; 1-3)               | LM Ducs d'Angers               | Pôle Sportif Glisséo, Cholet Affluence : 1 000         |
| 26 octobre 2010 20:30 | Lions de Lyon D2              | 7-11 (2-2; 1-1; 4-8)              | LM Ducs de Dijon               | Patinoire Charlemagne, Lyon Affluence :                |
| 26 octobre 2010 20:00 | Chevaliers du Lac d'Annecy D2 | 1-5 (1-1; 0-2; 0-2)               | LM Pingouins de Morzine        | Complexe Jean Régis, Annecy Affluence : 450            |
| 27 octobre 2010 20:00 | Drakkars de Caen LM           | 5-6 (2-3; 2-2; 1-1)               | D1 Albatros de Brest           | Patinoire de Caen-la-Mer, Caen Affluence : 770         |
| 2 novembre 2010 19:30 | Castors d'Avignon D1          | 3-4 (0-3; 2-0; 1-1)               | D1 Lynx de Valence             | Palais de la Glace, Avignon Affluence : 103            |

## Huitièmes de finale
| 23 novembre 2010 20:30 | Orques d'Anglet D1             | 6-1 (0-0; 4-1; 2-0)           | D2 Boucaniers de Toulon       | Patinoire de la Barre, Anglet Affluence : 920           |
| 23 novembre 2010 20:30 | Chamois de Chamonix LM         | 3-4 a.p. (1-1; 1-1; 1-1; 0-1) | LM Étoile noire de Strasbourg | Centre sportif R. Bozon, Chamonix Affluence : 247       |
| 23 novembre 2010 20:30 | Pingouins de Morzine LM        | 8-4 (2-1; 4-3; 2-0)           | LM Dauphins d'Épinal          | Palais des Sports, Morzine Affluence : 222              |
| 23 novembre 2010 20:00 | Albatros de Brest D1           | 4-5 (1-2; 1-1; 2-2)           | LM Ducs d'Angers              | Rinkla Stadium, Brest Affluence :                       |
| 23 novembre 2010 20:00 | Dragons de Rouen LM            | 18-3 (4-0; 8-0; 6-3)          | D1 Coqs de Courbevoie         | L'Île Lacroix, Rouen Affluence : 1 988                  |
| 23 novembre 2010 20:30 | Lions de Wasquehal D2          | 3-10 (0-2; 2-4; 1-4)          | LM Ducs de Dijon              | Patinoire Olympique, Wasquehal Affluence : 400          |
| 23 novembre 2010 19:30 | Lynx de Valence D1             | 3-5 (1-1; 1-4; 1-0)           | LM Ours de Villard-de-Lans    | Le Polygone, Valence Affluence : 650                    |
| 24 novembre 2010 20:30 | Bisons de Neuilly-sur-Marne D1 | 4-3 (1-2; 2-1; 1-0)           | LM Gothiques d'Amiens         | Patinoire municipale, Neuilly-sur-Marne Affluence : 358 |

## Quarts de finale
| 22 décembre 2010 20:00 | Ducs de Dijon LM           | 4-6 (0-1; 3-3; 1-2) | LM Pingouins de Morzine        | Patinoire Trimolet, Dijon Affluence : 753              |
| 22 décembre 2010 19:00 | Ours de Villard-de-Lans LM | 2-6 (0-1; 2-3; 0-2) | LM Étoile noire de Strasbourg  | Patinoire André Ravix, Villard-de-Lans Affluence : 750 |
| 22 décembre 2010 20:00 | Dragons de Rouen LM        | 7-2 (2-0; 1-2; 4-0) | D1 Orques d'Anglet             | L'Île Lacroix, Rouen Affluence : 2 128                 |
| 22 décembre 2010 20:30 | Ducs d'Angers LM           | 5-2 (1-1; 1-0; 3-1) | D1 Bisons de Neuilly-sur-Marne | Patinoire du Haras, Angers Affluence : 995             |

## Demi-finales
| 4 janvier 2011 20:00 | Étoile noire de Strasbourg LM | 2-3 (2-2; 0-0; 0-1) | LM Dragons de Rouen | L'Iceberg, Strasbourg Affluence : 1 456      |
| 4 janvier 2011 20:30 | Pingouins de Morzine LM       | 3-5 (2-0; 1-2; 0-3) | LM Ducs d'Angers    | Palais des Sports, Morzine Affluence : 1 278 |

## Finale
| 30 janvier 2011 | Dragons de Rouen LM | 5-4 (TB) (2-0, 2-1, 0-3, 0-0, 1-0) | LM Ducs d'Angers | POPB, Paris 13 364 spectateurs |

| Feuille de match | Feuille de match | Feuille de match                    | Feuille de match | Feuille de match                                         |
| ---------------- | --- | ----------------------------------- | --- | -------------------------------------------------------- |
|                  | Desrosiers (Guénette) (SN) - 2 min 56 s Mallette (Desrosiers) (SN) - 3 min 55 s Mallette - 27 min 26 s Mallette (Desrosiers, Brunelle (SN) - 32 min 48 s Brunelle Desrosiers Mallette | 1-0 2-0 2-1 3-1 4-1 4-2 4-3 4-4 tab | 21 min 56 s - Bélanger 41 min 7 s - Bellemare (Laprise, Manavian) 45 min 24 s - Fortier (Bellemare, Laprise) (SN) 55 min 23 s - Balúch (Poudrier) Bélanger Bellemare Lahesalu | Arbitrage : MM. Colleoni et Barbez MM. Dehaen et Rauline |
| Fabrice Lhenry   | Gardiens | Peter Aubry                         | | Arbitrage : MM. Colleoni et Barbez MM. Dehaen et Rauline |
| 12 min           | Pénalités | 10 min                              | | Arbitrage : MM. Colleoni et Barbez MM. Dehaen et Rauline |
|                  | |                                     | | Arbitrage : MM. Colleoni et Barbez MM. Dehaen et Rauline |

### Vainqueurs
| Vainqueur Coupe de France 2011 Dragons de Rouen | Gardiens de but : Fabrice Lhenry, Sébastian Ylönen Défenseurs : Juha Alen, Calle Bergström, Cédric Custosse, Jonathan Janil, Aurélien Gréverend, David Holmqvist, Jens Olsson Attaquants : Matthieu Brunelle, Teddy Da Costa, Julien Desrosiers, François-Pierre Guénette, Romain Gutierrez, Carl Mallette, Alexandre Mulle, Anthony Rech, Ilpo Salmivirta, Marc-André Thinel, Peter Valier, Jonathan Zwikel Entraîneur en chef : Rodolphe Garnier |

## Nombre d'équipes par division et par tour
| Divisions / Manches   | Premier tour | Seizièmes de finale | Huitièmes de finale | Quarts de finale | Demi- finales | Finale |
| --------------------- | ------------ | ------------------- | ------------------- | ---------------- | ------------- | ------ |
| Ligue Magnus 11 clubs | Exempts      | 11                  | 9                   | 6                | 4             | 2      |
| Division 1 10 clubs   | Exempts      | 10                  | 5                   | 2                | -             | -      |
| Division 2 15 clubs   | 15           | 10                  | 2                   | -                | -             | -      |
| Division 3 7 clubs    | 7            | 1                   | -                   | -                | -             | -      |
| Total                 | 22           | 32                  | 16                  | 8                | 4             | 2      |